# 로레데이너 칸나타

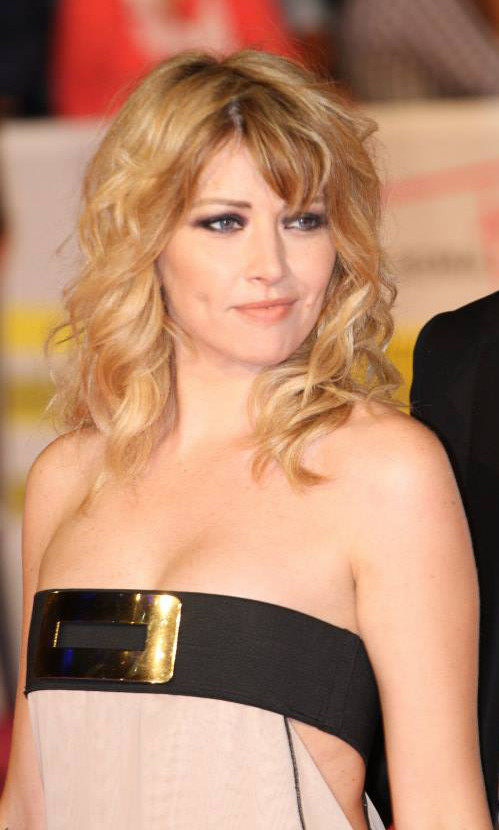

로레다나 칸나타(이탈리아어: Loredana Cannata, 1975년 7월 14일 ~ )는 이탈리아의 배우이다.
라구사에서 태어났다.

## 출연 작품

### 영화
- 도나 루포 (1999, La donna lupo)
- Un mondo d'amore (2002)
- 블랙 엔젤 (2002, Senso '45)
- 유스 (2015)

### 텔레비전
- Corti Circuiti Erotici (1999) - "위험한 형수님(Specchio, Specchio delle mie brame)" 편